# Asterocheres humesi
Asterocheres humesi is een eenoogkreeftjessoort uit de familie van de Asterocheridae. De wetenschappelijke naam van de soort is voor het eerst geldig gepubliceerd in 2012 door Varela.